# دریامرغ
دریامرغ (نام علمی: Pelagornis) نام یک سرده از رده پرنده است. این پرنده بزرگ‌ترین پرنده‌ای است که تا به حال بر روی کره زمین زیسته است. این پرنده بین ۲۵ تا ۲۸ میلیون سال پیش روی زمین می‌زیست. ابعاد این پرنده حیرت‌انگیز است: فاصله بین نوک‌ها بال‌های این پرنده در حالت گشوده بین ۶ تا ۷٫۵ متر بود. دانشمندان بر این باورند که علی‌رغم داشتن این بال‌ها بزرگ با استخوان‌های نازک به اندازه ورقه کاغذ، این پرنده نمی‌توانسته به آسانی از حالت سکون به پرواز درآید و مجبور بوده به مانند یک گلایدر به فراز یک بلندی برود و بعد از آنجا خود را رها کند و روی هوا سر بخورد و پرواز کند.
در سال ۱۹۸۳ هنگامی که کارگران مشغول ساخت پایانه تازه فرودگاه بین‌المللی چارلستون در کارولینای جنوبی بودند به فسیل‌های جاندار شگفت‌انگیزی برخوردند. بررسی جمجمه کامل، پاها و چند بال، نشان داد که پرنده بزرگی پیدا شده است.